# Arzens
Arzens é uma comuna francesa na região administrativa de Occitânia, no departamento de Aude. Estende-se por uma área de 21,11 km². Em 2010 a comuna tinha 978 habitantes (densidade: 46,3 hab./km²).